# Ксантория элегантная
Ксанто́рия элега́нтная (лат. Xanthoria elegans) — лишайник семейства Teloschistaceae, вид рода Ксантория.

## Синонимы[1]
- Aglaopisma elegans (Link) Bagl., 1857
- Amphiloma elegans (Link) Körb., 1855
- Callopisma elegans (Link) Trevis., 1852
- Caloplaca dissidens (Nyl.) Mérat, 1920
- Caloplaca elegans (Link) Th. Fr., 1871
- Gasparrinia elegans (Link) Steins., 1879
- Lecanora dissidens (Nyl.) Cromb., 1894
- Lecanora elegans (Link) Ach., 1810
- Lecanora murorum var. dissidens (Nyl.) Cromb., 1883
- Lichen elegans Link, 1791basionym
- Parmelia elegans (Link) Ach., 1803
- Parmelia murorum var. dissidens (Nyl.) Becker, 1828
- Physcia dissidens (Nyl.) Arnold, 1881
- Physcia elegans (Link) De Not., 1847
- Placodium dissidens Nyl., 1875
- Placodium elegans (Link) DC., 1805
- Placodium murorum f. dissidens (Nyl.) Leight., 1879
- Placodium murorum var. dissidens (Nyl.) Boistel, 1903
- Rusavskia elegans (Link) S.Y. Kondr. et Kärnefelt, 2003
- Squamaria elegans (Link) Fée, 1829
- Teloschistes elegans (Link) Norman, 1852

## Описание

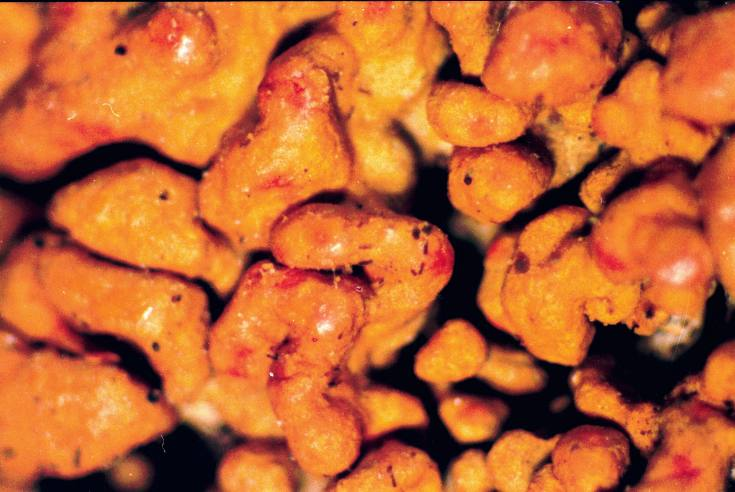
Поверхность ксантории элегантной под микроскопом при 40-кратном увеличении

Слоевище прижатое к субстрату, более или менее розетковидное, до 5 см в диаметре, редко больше, светло-оранжевое до тёмно-красновато-оранжевого, голое, без налёта, снизу светлое, прикрепляется нижней поверхностью, с выраженной полостью в сердцевине. Лопасти узкие, до 1 мм шириной, довольно удалённые друг от друга, выпуклые до сильно вздутых, вильчато или неправильно разветвлённые. Апотеции расположены в центральной части слоевища, обычно многочисленные, до 22 мм в диаметре, сидячие, при основании суженные, часто сдавленные, приподнятые, плоские с постоянным цельным краем. Парафизы более или менее разветвлённые, членистые. Сумки с 8 спорами одинаковых размеров. Споры 9(11)—16×(5,5)6—8(8,5) мкм, эллипсоидные или яйцевидные.
Фотобионт — зелёная водоросль из рода Trebouxia.

### Химический состав
Характеризуется хемосиндромом A, то есть преобладает париетин, присутствуют телосхистин, фаллацинал, париетиновая кислота и эмодин.

## Среда обитания и распространение

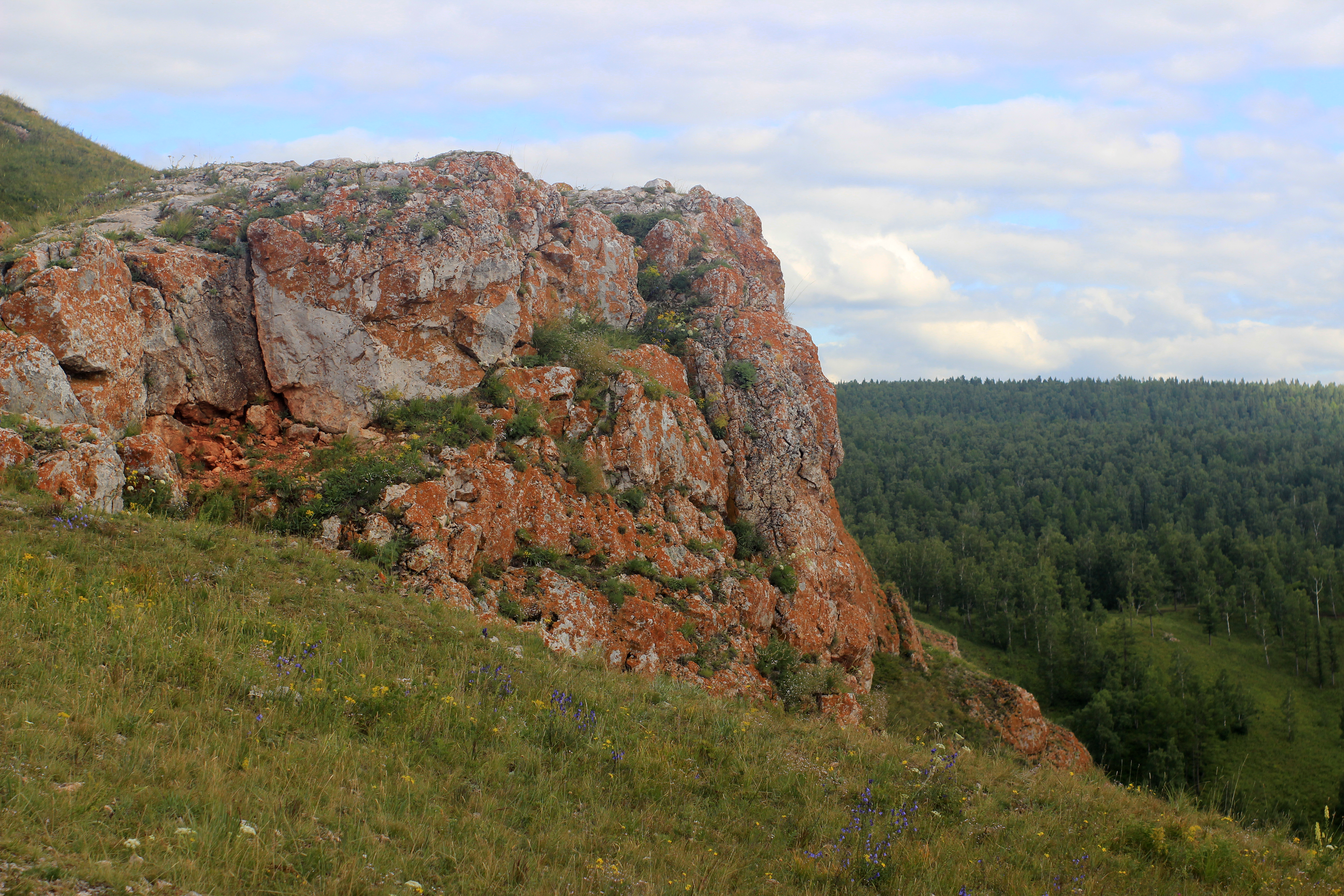
Рыжеватые от большого количества ксантонии на поверхности известняковые скалы. Торгашинский хребет, Красноярск

На различных камнях, но главным образом на силикатных горных породах в горах и в полярных широтах, редко на равнине; широко распространённый вид, обычный в арктических и антарктических регионах, а также в альпийском поясе.
Вид распространён в Европе, Азии, Африке, Канарских островах, Северной, Центральной и Южной Америке, Австралии, Новой Зеландии, Гренландии, Антарктике.
В России встречается повсеместно.

## Охранный статус
Вид занесён в Красную книгу Самарской области.

## Лишайник и космос
В 2008 году проводился эксперимент на МКС, в рамках которого контейнер с различными микроорганизмами в течение 18 месяцев находился в открытом космосе, в безвоздушном пространстве и подвергался воздействию ультрафиолета и рентгеновского излучения Солнца. Xanthoria elegans пережила эксперимент лучше всех: «В космосе она впала в спячку, дожидаясь более благоприятных условий, а, вернувшись на Землю, снова стала расти. В условиях вакуума вода в ней сразу же испарилась, её не убил смертельный ультрафиолет Солнца, и даже рентгеновское и гамма-излучение космических лучей, разрушающие ДНК и вносящие в него множество мутаций, не принесли ей видимого вреда».